# Surcos
Surcos ("Fåror") är en spansk dramafilm från 1951 i regi av José Antonio Nieves Conde, med Luis Peña, María Asquerino, Francisco Arenzana och Marisa de Leza i huvudrollerna. Den handlar om en familj som flyttar från landsbygden till Madrid, och där måste tampas med arbetslöshet, trångboddhet, kriminalitet och prostitution.
Filmens realistiska uttryck och sociala teman har kopplats samman med italiensk neorealism, men regissören hävdade att han var obekant med rörelsen vid filmens tillkomst. Regissören och manusförfattarna var alla falangister och ansåg att den spanska regeringens socialpolitik var otillräcklig. De var också kritiska till regeringens skifte från att ha idealiserat bondelivet till att istället omfamna stadslivet och staden som ekonomisk motor.
Surcos räknas som banbrytande i den spanska filmhistorien. Under 1940-talet hade landets mest högprofilerade filmer i första hand varit historiska dramer, ofta med propagandainslag. När Surcos officiellt klassificerades som ett "nationellt intresse" banade detta väg för fler samhällskritiska filmer i realistisk stil. Filmens huvudkonkurrent till utmärkelsen var Alba de América ("Amerikas gryning"), en påkostad film om Christofer Columbus som toppolitikern Luis Carrero Blanco hade investerat personlig prestige i. Att utnämningen istället gick till Surcos sågs som ett uppbrott från den tidigare dominerande genren. Surcos visades i huvudtävlan vid filmfestivalen i Cannes 1952.

## Medverkande
- Luis Peña som el Mellao
- María Asquerino som Pili
- Francisco Arenzana som Pepe
- Marisa de Leza som Tonia
- Ricardo Lucía som Manolo Pérez
- José Prada som Manuel Pérez
- Félix Dafauce som Don Roque, "el Chamberlain"
- María Francés som modern